# Mercedes-Benz S600 Guard

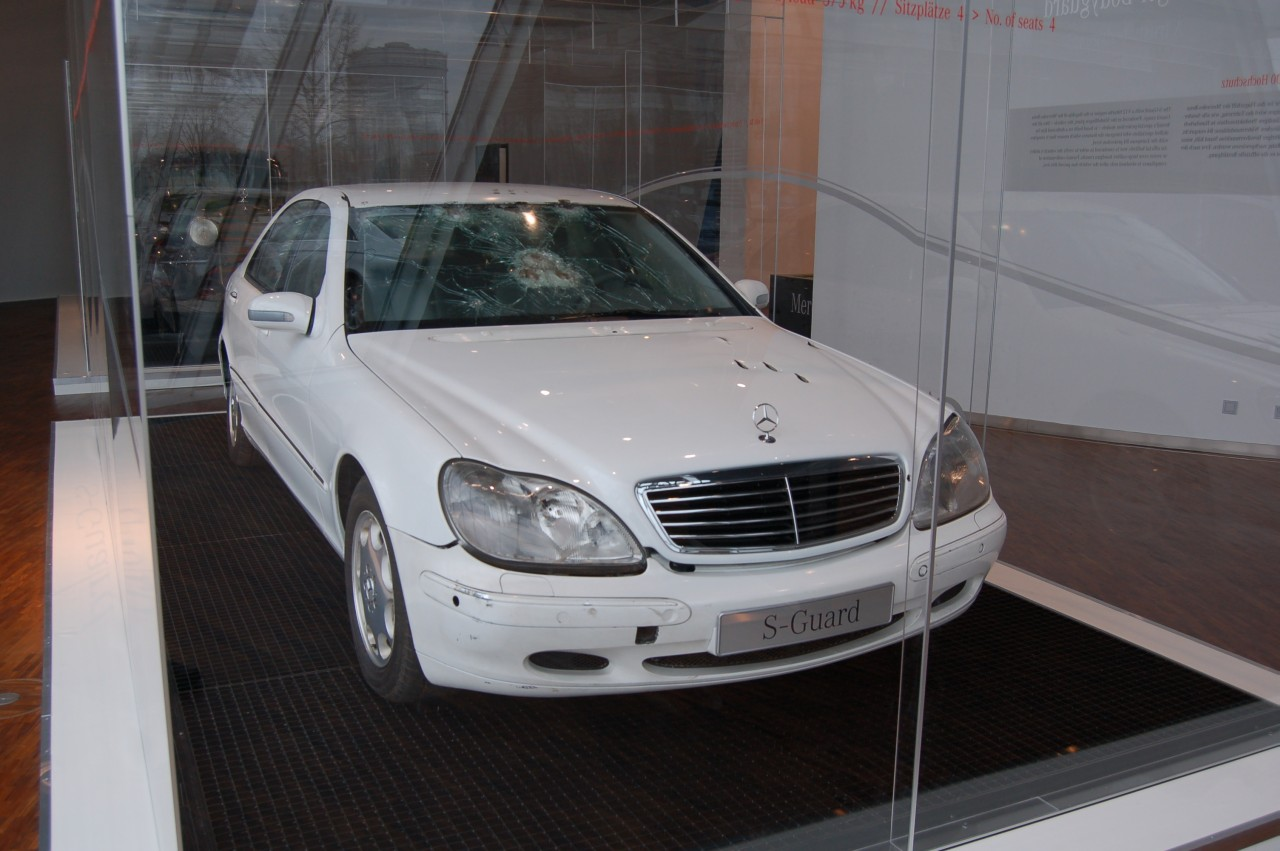
Mercedes-Benz S-Guard

A Mercedes-Benz S600 Guard különlegesen páncélozott és speciális biztonsági berendezésekkel ellátott gépkocsi. A  2006. október 16-án Stuttgartban bemutatott legújabb verziójú S600 Guard a Mercedes-Benz S osztály (W220) meghosszabbított padlólemezére épülő modell. Az S Guard modellek specifikuma, hogy a nagy múltú autógyár, a Mercedes-Benz saját fejlesztésű és gyártású különlegesen páncélozott biztonsági autója. A Mercedes-Benz S600 Guard menetteljesítményét egy továbbfejlesztett tizenkét hengeres biturbó motor szolgáltatja, amelynek teljesítménye 517 LE.
Az előkelő vevőkörre tekintettel a Mercedes olyan kényelmi felszerelésekkel látta el a járművet, mint telefon, fax, internet és TV/DVD-lejátszó beépített monitorokkal.
A Guard modellek specifikuma, hogy nem utólagos páncélozással készíti a gyártó, hanem a gyártás első pillantától fogva alakítják úgy az egyes karosszériaelemeket, hogy azok megfeleljenek a magas szintű biztonsági elvárásoknak, azaz bizonyos szerkezeti elemek eleve pánclélozottan kerülnek a karosszériába. A különleges páncélozási eljárásból adódó jelentős súlytöbblet következtében komoly gondot fordítanak – az egyébként csak és kizárólag válogatott munkatársakkal dolgozó páncélautóüzemben – olyan elemek megerősítésére is, amelyeknek vészhelyzet esetén így sokkal nagyobb terhelést kell elviselniük.
A gyártó a leendő vásárló, illetőleg annak sofőrje részére, a gépjármű átadását megelőzően egy vezetéstechnikai tréninget is szolgáltat a sindelfingeni tanpályán, ahol szinte az összes felmerülő vészhelyzetet szimulálni képesek azzal felkészítve a sofőrt a legváratlanabb helyzetek optimális kezelésére.

## Műszaki paraméterek
- Lökettérfogat: 6000 cm³
- Hengerek száma: 12 db
- Névleges teljesítmény: 380 kW/517 LE
- Maximális forgatónyomaték/fordulatszám: 830 Nm/1800-3500 1/min.
- Üzemanyag: benzin

## Védelmi rendszerek
- Legmagasabb, államilag akkreditált intézmények által bevizsgált és elismert B6/B7 európai kategóriába sorolt páncélvédelem.
  - B6: összes kézifegyver elleni védelem.
  - B7: összes kézifegyver- és robbantás elleni védelem (jelenlegi legmagasabb védelmi besorolás).
- Automatikus utastér levegőminőségellenőrző- és védelmi rendszer.
- Tűzoltó-rendszer (automata és manuális aktiválással).
- Defektbiztos, illetve golyóálló gumiabroncsok (max. 80 km/h sebességhatárig).
- Megerősített védelemmel, golyóálló páncélzattal ellátott üzemanyagtank.
- Tartalék akkumulátor megerősített páncélvédelemmel.
- A gépjármű mögötti teret figyelő, integrált biztonsági kamera.
- Speciális zárszerkezetű ajtók.
- Kék villogó sziréna.

## Aktív és passzív biztonsági rendszerek
- menetstabilizáló elektronika.
- intelligens fékasszisztens. (ProSafe)
- automatikus ütközés- és balesetmegelőző rendszer.
- front-, oldal-, és függönylégzsákok.
- infralámpás éjjellátó rendszer.
- követési távolságot tartó tempomat (sebességtartó automatika).

## Mercedes-Benz Guard modell-történet
A Mercedes-Benz elsőként 1928-ban kezdett speciális kialakítású, megerősített védelemmel rendelkező, páncélozott személygépkocsik gyártásába. 
Az első páncélozott Mercedes megrendelője a japán Hirohito császár volt, akinek a megrendelését követően egyre több exkluzív vevőre, királyokra, uralkodókra, nemesekre tett szert a gyártó.
Eduard Sevardnadze volt grúz elnök több támadást is túlélt páncélozott S500 Guard Mercedesében. A hírek szerint a szerencsés végkimenetelű támadást követően a gyártó ingyenesen bocsátotta rendelkezésre legújabb modelljét a grúz politikusnak, mivel az olyan reklámértékkel bírt.
Számos, mintegy 90 ország államának biztonsági szolgálata alkalmazza és használja politikusai, közjogi méltóságainak vagy uralkodóinak védelmére a típust. Ide lehet sorolni például I. János Károly spanyol királyt is, aki egy sötétkék színű páncélozott S600 Guarddal jár hivatalos útjaira.